# 麥金萊 (明尼蘇達州基特遜縣)
麥金萊（英語：McKinley）是位於美國明尼蘇達州基特遜縣的一個未組織地區，此地得名自美國第二十五任總統威廉·麥金萊。。

## 地方資料
麥金萊的面積為118.76平方千米，當中陸地面積為118.62平方千米，而水域面積為0.14平方千米。根據2020年美國人口普查的數據，當地共有人口39人，而人口密度為每平方千米0.33人。